# لجنة التنسيق الطلابية اللاعنفية
كانت لجنة التنسيق الطلابية اللاعنفية (بالإنجليزية: Student Nonviolent Coordinating Committee وبالاختصار: SNCC، وينطق "سْنِكْ) من أكبر مؤسسات حركة الحقوق المدنية في الولايات المتحدة الأميركية في عقد 1960. نشأت عن الموجة الأولى من الاعتصامات الطلابية وتشكلت في مايو 1960 في اجتماع نظمته إيلا بيكر في جامعة شاو. شهدت لجنة التنسيق الطلابية اللاعنفية نموا بعد مشاركتها في مشروع تثقيف الناخبين لتصير مؤسسة كبيرة لها أنصار كثيرون في الشمال ساعدوا على جمع التبرعات لتمويل أعمالها في الجنوب، مما أتاح للعمال بالدوام الكامل مرتبا صغيرا. تعاون الكثير من المنظمين غير المأجورين على مستوى الحركة الشعبية مع لجنة التنسيق الطلابية اللاعنفية في مشاريع في الجنوب العميق، وكثيرا ما تعرضوا للعنف العنصري وعنف الشرطة. لعبت لجنة التنسيق الطلابية اللاعنفية دورا محوريا في ركوب الحرية ومسيرة 1963 إلى واشنطن وصيف الحرية في ميسيسيبي وحملات سلما والمسيرة ضد الخوف وأحداث تاريخية أخرى. ولعل أهم ما انجزته لجنة التنسيق الطلابية اللاعنفية هو التنظيم المجتمعي، بما في ذلك تسجيل الناخبين وإنشاء مدارس الحرية واتخاذ إجراءات مباشرة في جميع أنحاء الدولة وخصوصا في جورجيا وألاباما وميسيسيبي.
في أواخر عقد 1960، استوحت لجنة التنسيق الطلابية اللاعنفية من قادة ملتهبين مثل ستوكلي كارمايكل، فأخذت تركز على حركة القوة السوداء ومقاومة التجنيد الإلزامي خلال حرب فيتنام. ومنذ وقت مبكر يعود إلى 1965، قال الأمين التنفيذي جايمز فورمن «لا أعلم إلى متى سنستطيع البقاء على اللاعنفية» وفي 1969 غيرت اللجنة اسمها إلى «لجنة التنسيق الطلابية الوطنية» ليعكس توسيع استراتيجيتها. محيت اللجنة من الوجود إثر التغلغل والقمع الشديدين من طرف مكتب التحقيقات الفدرالي في حملات «كونتالپرو» (COINTELPRO) خلال عقدي 1960 و1970 على يد إدغار هوفر.

## تأسيسها وسنواتها الأولى
أُسّست لجنةَ التنسيق الطلابية اللا عنفية من قبل رؤسائها المتأثرين باعتصامات غرينسبورو وناشفيل، إذ بدأت مجموعات طلّابية احتجاجات ضدّ الفصل العنصريّ في عشرات المجتمعات الجنوبيّة. ركّزت لجنة التنسيق الطلّابيّة اللا عنفيّة عملها على حَشد المجتمعات المحلّيّة، وهي سياسة تبتغي بها أن تدفع مجتمعاتُ الأمريكان الأفارقة نحو التغيير، حتّى تضطر الحكومة الفدرالية من فورها إلى حلّ مشكلة الظلم التي باتت ظاهرة. كان أشهر عمل لهذه المجموعات تنظيم الاعتصامات في المطاعم التي كانت تستعمل الفصل العنصري للاحتجاج على انتشار قوانين جيم كرو، وأشكال العنصريّة الأخرى. وفي قضايا الحقوق المدنية (109 U.S. 3 [1883])،  حكمت المحكمة أنّ مادّة الحماية المتساوية «لا تشمل الأفراد، ولا المنظمات الخاصة أو المؤسسات الخاصة»، فتحت محاكمات المعتصمين على المحكمة بابَ إعادة النظر في أحكامها القديمة، وتوسيع بند الحماية حتّى يشمل التمييز الخاصّ. كانت حركة الاعتصامات نقطة فاصلة أنهت استعمال المحاكم والسجون في الضغط الأخلاقي والاقتصادي على مجتمعات الجنوب. وكان من أعمال اللجنة إلى جانب الاحتجاجات في المطاعم، تنظيم احتجاجات عند المكتبات العامّة المخصوصة بالبيض، والحدائق العامّة، والمسابح العامّة، ودور السينما. كانت كل هذه المرافق المموّلة بالضرائب حينئذٍ مغلقةً في وجه السود. كانت استجابة البيض عادةً بإغلاق المرافق، لا بإتاحتها للسود.
بدأت لجنة التنسيق الطلابية اللا عنفية، بوصفها منظّمة، بعَطيّة من اتحاد القيادة المسيحيّ الجنوبيّ قدرُها $800.00 في اجتماع حضره 126 مندوبا طلّابيا من 58 نقطة اعتصام في 12 ولاية، مع مندوبين من 19 جامعة شماليّة، واتحاد القيادة المسيحي الجنوبي، وهيئة المساواة العرقية، وهيئة المصالحة، والجمعية الطلابية الوطنية، ومنظمة طلاب من أجل مجتمع ديمقراطي. تأسست لجنة التنسيق الطلابية اللا عنفية من مخرجات هذا المؤتمر.
كانت إلّا بيكر التي نظّمت مؤتمر شاو مديرة اتحاد القيادة المسيحي الجنوبي، في حين ساعدت في تشكيل لجنة التنسيق الطلابية اللا عنفية. ولكن لجنة التنسيق لم تكن فرعا من اتحاد القيادة المسيحي. قررت لجنة التنسيق الطلابية اللا عنفية أن تقوم مستقلّة بنفسها، لا أن ترتبط باتحاد القيادة المسيحي الجنوبي أو الجمعية الوطنية للنهوض بالملونين بوصفها «قسمًا شبابيًا» منها. خسرت الآنسة إلّا بيكر بعد ذلك وظيفتها في اتحاد القيادة المسيحي الجنوبي، مع أنها كانت من مؤسسيه.
وكان من أهمّ قادة لجنة التنسيق الطلابية اللا عنفية الذين حضروا المؤتمر ستوكلي كارميشيل من جامعة هُوَرد، وتشارلز إف. مكديو، الذي قاد احتجاجات الطلاب في جامعة ولاية ساوث كاليفورنيا، وجوزيف كارلز جونز، الذي قاد 200 طالب للمشاركة في اعتصامات كانت تقام عند المتاجر في كارلوت، نورث كارولينا، وجوليان بوند من أتلانتا، وديان ناش من جامعة فِسْك، وجيمس لاوسون، وجون لويس، وبرنارد لافاييت، وجيمس بيفيل، وماريون بيري من حركة ناشفيل الطلّابيّة.
كان ماريون باري أول رئيس للجنة التنسيق الطلابية اللا عنفية، وهو الذي أصبح بعد ذلك عمدة مدينة واشنطن. استمرّت رئاسة باري نحوَ سنة. خلفه الرئيس الثاني، تشارلز إف. مكديو، الذي استمرت رئاسته من 1961 حتى 1963 حين خلفه جون لويس.  كان ستوكلي كارميشيل وإتش. راب براون، رئيسين في أواخر عقد الستينيات. أسهم جيمس فورمان، السكرتير التنفيذي في لجنة التنسيق الطلابية اللا عنفية إسهاما كبيرا في عمل المؤسسة.

### جولات الحرية
في السنين التالية، سُمّي أعضاء لجنة التنسيق الطلابية اللا عنفية «قوّات المصادمة الثوريّة». وتحمّلت اللجنة مخاطر أكبر في 1961 بعد أن هاجمت جماهير كو كلوكس كلان وبيضٌ آخرون مجموعات من ركّاب الحافلات الذين تحدّوا قوانين الفصل المحلّي، كانت هذه المجموعات جزءًا من جولات الحرّيّة التي كانت تنظّمها هيئة المساواة العرقية. لكنّ جائلي الحرّيّة لم توقفهم اعتداءات الحشود، فاتجه ديف دِنِس، وأوريثا كاسل هيلي، وجان سي.ثومبسون، ورودي لومبارد، وديان ناش، وجيمس بِفِل، وماريون باري، وأنجلين بتلر، وجون لويس، وعموم جائلي الحرية من هيئة المساواة العرقية ولجنة التنسيق الطلابية اللا عنفية في ناشفيل، إلى المسيسبي ليكملوا جولتهم، واضعين أنفسهم تحت خطر محدق. لحقهم جائلون آخرون بالحافلات، مسافرين عبر أراضي الجنوب البعيدة ليختبروا الامتثال الجنوبي للقوانين الفدرالية. شارك في جولات الحرية هذه على الأقل 436 شخصا، في ربيع 1961 وصيفه.

### تسجيل الناخبين
أسهم بوب موزس إسهاما رئيسا في تحويل لجنة التنسيق الطلابية اللا عنفية من لجنة تنسيقية لمجموعاتٍ احتجاجية طلابية إلى منظمة للناشطين المكرَّسين لبناء منظمات سياسية قائمة على أساس مجتمعي للفقراء الريفيّين. كان مشروع تسجيل الناخبين الذي بدأه في مكّومب في المسيسيبي في 1961 بذرةً لكثير من نشاطات لجنة التنسيق الطلابية اللا عنفية بين عامي 1962 و1966.
بعد جولات الحرية، ركّزت اللجنة عملها على تسجيل الناخبين، مع احتجاجات محلّيّة ضد المرافق العامة المفصولة عرقيًا. كان تسجيل الناخبين السود غايةً في الصعوبة والخطر. كان الملوَّنون الذين يسجّلون يخسرون عادةً أعمالهم، وبيوتهم، وحيواتهم أحيانا. كان عناصر اللجنة التنسيقيّة يعملون مع أٌسَرٍ محلّيّة، وعادةً كانت البيوت التي تضيفهم تُضْرَب بالقنابل الحارقة.
أجبرت أنشطة اللجنة التنسيقية الطلابية اللا عنفية، وهيئة المساواة العرقية، واتحاد القيادة المسيحي الجنوبي إدارةَ كينيدي على تقديم الحماية لهم فورا، لتخفف من عنف الحشود مؤقتا.  كانت المكاتب التابعة لمكتب التحقيقات الفدرالي يقودها جنوبيّون بيض (لم يكن في ذلك الوقت عملاء سود لمكتب التحقيقات الفدرالي) رفضوا أن يتدخّلوا لحماية ناشطي الحقوق المدنية أو السود المحليين الذين كانوا يحاولون تسجيل أصواتهم.

### الديمقراطية التشاركية (قيادة المجموعة)
كانت اللجنة التنسيقية الطلابية اللا عنفية فريدة بين مجموعات الحقوق المدنية في طريقة اتخاذها القرارات. بدلًا من صدور الأمر من أعلى إلى أسفل، كما في معظم المنظمات في ذلك الوقت، كانت القرارات في اللجنة تتّخَذ بالإجماع، وهو ما سُمّي الديمقراطيّة التشاركيّة. كانت الآنسة إلا بيكر مؤثرة جدا في اعتماد هذا الأسلوب، وكذلك كان القسّ جيمس لاوسون. كانت اجتماعات المجموعة تعقَد على نحوٍ يتكلّم فيه كلّ مشاركٍ ما شاء من الوقت، وكان الاجتماع يستمرّ حتّى يوافق كل أحدٍ في الاجتماع على القرار. كانت النشاطات في ذلك الوقت خطيرة جدا، وقد تدفع الناشطين إلى السجن أو الموت، لذلك أرادت اللجنة التنسيقية الطلابية أن يدعم كلّ منتسبيها كلّ نشاطٍ لها.
«بحلول عام 1965، كانت لجنة التنسيق الطلابية اللا عنفية قد درّبت أكبر عدد من العاملين من بين كل منظمات الحقوق المدنية في الجنوب. نظّمت اللجنة احتجاجات سلميّة ضدّ المرافق المفصولة، ومشاريع تسجيل الناخبين كذلك، في ألاباما، وأركانساس، وماريلاند، وميسوري، ولويزيانا، وفيرجينيا، وكنتاكي، وتينيسي، وإلينوي، وكارولينا شمالها وجنوبها، وجورجيا، والمسيسيبي، وبَنت حزبين سياسيين مستقلين، ونظّمت اتحادات العمّال والجمعيات التعاونية الفلّاحية، وبثّت في حركة تحرير النساء طاقةً جديدة. وألهمت ودرّبت الناشطين الذين أسّسوا «اليسار الجديد». وساعدت في توسيع حدود النقاش السياسي بين سود أمريكا، ووسّعت التركيز على حركة الحقوق المدنية. وخلافًا لمجموعات الحقوق المدنية الرسمية، التي لم تفعل شيئًا سوى بحث إدماج السود في النظام القائم، بحثت لجنة التنسيق الطلابية اللا عنفية إحداث تغييرات بنيوية في المجتمع الأمريكي نفسه».
-       جوليان بوند